# Acanthaeschna victoria
Acanthaeschna victoria is een libellensoort uit de familie van de glazenmakers (Aeshnidae), onderorde echte libellen (Anisoptera).
De libel komt alleen voor in Australië in de staten New South Wales en Queensland.
De wetenschappelijke naam van de soort is voor het eerst geldig gepubliceerd in 1901 door Martin.